# Ligdamis (rei)
Ligdamis (en grec antic: Λύγδαμις en llatí: Lygdamis) va ser rei o cap dels cimmeris que van envair Lídia al segle vii aC.
Va derrotar a Giges que hauria mort a la batalla i el seu fill Ardis II el va succeir (652 aC). Heròdot situa la invasió en el regnat d'Ardis II (cap als anys 682 aC-633 aC) i diu que els cimmeris havien estat expulsats dels seus assentaments al sud d'Europa pels nòmades escites. En una segona campanya l'any 644 aC va conquerir Sardes (excepte la ciutadella) i Ardis II (fill i successor de Giges) es va declarar vassall d'Assurbanipal i va demanar el seu ajut, que es va limitar a pregàries al déus i no va servir de res. Ligdamis va avançar cap a Efes amb la intenció de saquejar el temple d'Àrtemis, però va ser derrotat, derrota que es va atribuir a la intervenció d'Àrtemis, i es va haver de retirar cap a Cilícia i a l'Àsia Menor central i oriental.
Cal·lí, un poeta elegíac nadiu d'Efes, narra en uns fragments de poemes que han perviscut, l'arribada dels cimmeris a Anatòlia, i com ell arenga els ciutadans de Sardes per donar-los força davant de l'enemic, al que menciona tant amb el nom de cimmeris com amb el de trers (τρήρες), una tribu tràcia emparentada amb els cimmeris.
Ligdamis va dominar aquestos territoris i va fer diverses incursions en territoris assiris fronterers. A la seva mort el va succeir el seu fill Sandakšatru, que encara va poder controlar a les seves indisciplinades hordes per organitzar nous atacs a les posicions frontereres assíries, però van ser progressivament aniquilats.